# Codex Leicester

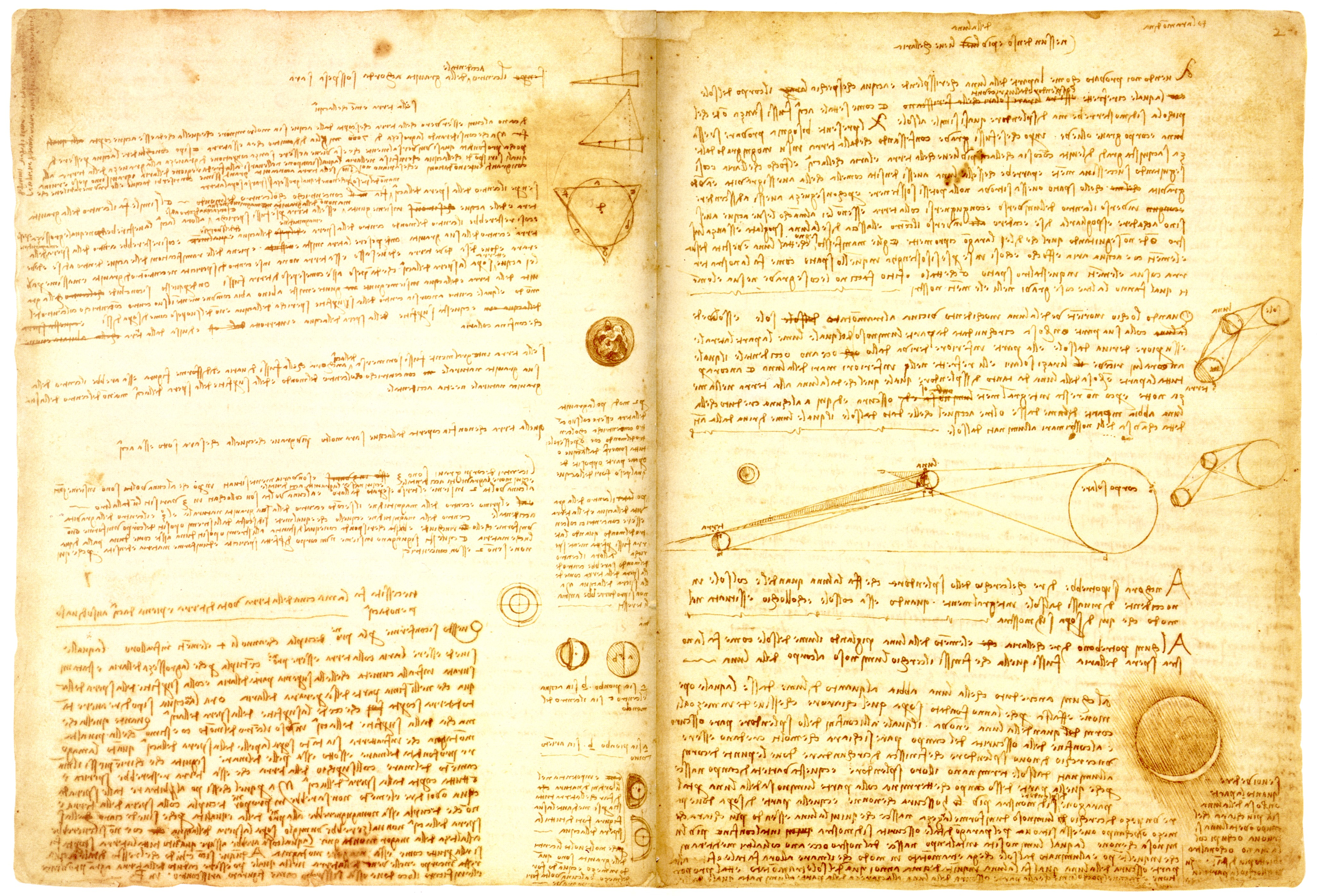
Página do Codex Leicester

Codex Leicester ou Códice Hammer refere-se a uma compilação de textos e desenhos de Leonardo da Vinci que foram coletados entre 1508 e 1510. Trata-se de uma ampla variedade de tópicos, que incluem estudos de Astronomia, Meteorologia, Hidráulica, Cosmologia, Geologia, Paleontologia e entre outros estudos cientificos e técnicos. Algumas das escrituras apresentam textos autobiográficos e histórias de viagens apoiados por excelentes ilustrações e desenhos.
A designação de Hammer reporta ao fato do documento possuir uma distinta importância artística e histórica, para além de outrora ter pertencido a uma família com o mesmo nome por vários anos.
O códice foi posteriomente intítulado Conde de Leicester, por Thomas Coke que o havia comprado em 1717. Das 30 publicações científicas de Leonardo, o Codex é considerada a mais famosa de todas.
Este códice havia sido adquirido por Bill Gates (fundador da Microsoft) no montante de 30802500 $, na casa de leilões Christie's, em Nova Iorque, a 11 de novembro de 1994. O documento esteve em exposição durante a EXPO´98, em Lisboa.
O manuscrito, conservado no Museu Britânico de Londres, inclui cadernos com diversos conteúdos, compilados por Leonardo na última fase da sua vida, regressando ao tema da água, tendo expressado mesmo a intenção de abordar o tema num volume a que pensava dar o título de "Primeiro Livro da Água".
Apresenta-se na forma de 18 folhas duplas ou em 72 páginas no formato de 21,8 x 29,5 centímetros. O seu contéudo expõe uma visão geral acerca deste artísta, cientísta e pensador renascentista. É uma extraordinária representação da relação entre arte e ciência, bem como da criatividade no processo científico.